# Red Robbins
Austin Robbins, detto Red (Leesburg, 30 settembre 1944 – Metairie, 18 novembre 2009), è stato un cestista statunitense, professionista nella ABA e in Italia.

## Carriera
Venne selezionato dai Philadelphia 76ers al sesto giro del Draft NBA 1966 (59ª scelta assoluta).
È deceduto nel 2009, a 65 anni, a causa di un tumore.

## Statistiche
| † | Denota una stagione in cui ha vinto il titolo ABA |
| * | Primo nella lega                                  |

### ABA

#### Regular Season
| Anno         | Squadra           | PG  | PT | MP   | TC%  | 3P%   | TL%   | RP   | AP  | PRP | SP  | PP   |
| ------------ | ----------------- | --- | -- | ---- | ---- | ----- | ----- | ---- | --- | --- | --- | ---- |
| 1967-1968    | N.O. Buccaneers   | 73  |    | 29,6 | 48,8 | 33,3  | 79,5  | 12,2 | 1,0 |     |     | 15,7 |
| 1968-1969    | N.O. Buccaneers   | 76  |    | 36,0 | 44,1 | 24,1  | 80,6  | 13,5 | 1,9 |     |     | 15,9 |
| 1969-1970    | N.O. Buccaneers   | 82  |    | 39,8 | 48,1 | 30,4  | 77,9  | 16,2 | 2,2 |     |     | 16,4 |
| 1970-1971†   | Utah Stars        | 82  |    | 36,5 | 43,6 | 25,0  | 83,5  | 11,9 | 2,2 |     |     | 12,6 |
| 1971-1972    | Utah Stars        | 78  |    | 32,9 | 50,4 | 40,8* | 83,1  | 9,1  | 1,6 |     |     | 12,2 |
| 1972-1973    | San Diego Conq.   | 58  |    | 27,9 | 41,5 | 30,0  | 84,5  | 7,2  | 1,7 |     |     | 9,9  |
| 1973-1974    | San Diego Conq.   | 46  |    | 22,0 | 47,6 | 12,5  | 86,2  | 5,3  | 1,3 | 0,7 | 0,6 | 9,4  |
| 1973-1974    | Kentucky Colonels | 34  |    | 18,1 | 48,3 | 0,0   | 83,7  | 4,1  | 0,9 | 0,2 | 0,2 | 6,9  |
| 1974-1975    | Kentucky Colonels | 4   |    | 7,3  | 57,1 |       | 100,0 | 2,8  | 0,3 | 0,5 | 0,3 | 7,5  |
| 1974-1975    | Virginia Squires  | 53  |    | 33,0 | 47,0 | 30,0  | 86,2  | 7,6  | 2,1 | 0,5 | 0,6 | 14,1 |
| Carriera ABA | Carriera ABA      | 586 |    | 32,0 | 46,6 | 30,5  | 81,8  | 10,5 | 1,7 | 0,5 | 0,5 | 13,1 |

#### Massimi in carriera
Regular Season
- Massimo di punti: 36 vs Dallas Chaparrals (26 febbraio 1973)
- Massimo di rimbalzi: 29 vs Denver Rockets (8 marzo 1970)
- Massimo di assist: 6 (6 volte)
- Massimo di palle rubate: 2 vs San Antonio Spurs (17 gennaio 1974)*
- Massimo di stoppate: 3 vs Indiana Pacers (21 ottobre 1971)*

(* tenendo conto dei dati ABA al momento disponibili e che le statistiche di queste categorie vennero registrate sistematicamente solo dalla stagione ABA 1973-1974)

#### Play-off
| Anno         | Squadra           | PG  | PT | MP   | TC%  | 3P%  | TL%  | RP    | AP  | PRP | SP  | PP   |
| ------------ | ----------------- | --- | -- | ---- | ---- | ---- | ---- | ----- | --- | --- | --- | ---- |
| 1968         | N.O. Buccaneers   | 17* |    | 36,5 | 45,6 | 0,0  | 71,0 | 13,8  | 1,6 |     |     | 17,4 |
| 1969         | N.O. Buccaneers   | 11  |    | 37,3 | 48,6 | 40,0 | 77,4 | 15,9* | 1,5 |     |     | 16,8 |
| 1971†        | Utah Stars        | 18  |    | 31,4 | 55,3 | 45,5 | 70,7 | 10,2  | 2,2 |     |     | 12,3 |
| 1972         | Utah Stars        | 9   |    | 25,2 | 35,7 | 0,0  | 81,3 | 6,8   | 1,6 |     |     | 5,9  |
| 1973         | San Diego Conq.   | 4   |    | 36,8 | 34,5 | 50,0 | 88,9 | 11,0  | 1,3 |     |     | 16,0 |
| 1974         | Kentucky Colonels | 8   |    | 13,5 | 59,3 |      | 92,9 | 4,0   | 0,6 | 0,5 | 0,6 | 5,6  |
| Carriera ABA | Carriera ABA      | 67  |    | 31,0 | 47,5 | 28,1 | 76,2 | 10,9  | 1,6 | 0,5 | 0,6 | 12,9 |

#### Massimi in carriera
Play-off
- Massimo di punti: 41 vs Pittsburgh Pipers (18 aprile 1968)
- Massimo di rimbalzi: 27 vs Oakland Oaks (23 aprile 1969)
- Massimo di assist: 8 vs Indiana Pacers (17 aprile 1971)
- Massimo di palle rubate: 2 vs Utah Stars (7 aprile 1973)*
- Massimo di stoppate: 5 vs Indiana Pacers (15 aprile 1972)*

(* tenendo conto dei dati ABA al momento disponibili e che le statistiche di queste categorie vennero registrate sistematicamente solo dalla stagione ABA 1973-1974)

## Palmarès
- Campionato ABA: 1

Utah Stars: 1971
- Coppa delle Coppe: 1

Olimpia Milano: 1975-76
- All-ABA Team: 2

Second Team: 1969, 1970
- ABA All-Star Game: 4

1968, 1969, 1970, 1971
- Più alta percentuale nel tiro da 3 punti nella stagione ABA: (1971-1972)
- Miglior rimbalzista della stagione nei Playoff ABA (1969)
- Quarto migliore rimbalzista di sempre ABA
- Ventiduesimo miglior marcatore di sempre ABA
- Quarantanovesimo per numero di assist di sempre ABA